# Leiotettix politus
Leiotettix politus är en insektsart som beskrevs av Rehn, J.A.G. 1913. Leiotettix politus ingår i släktet Leiotettix och familjen gräshoppor. Inga underarter finns listade i Catalogue of Life.